# Relaciones Estados Unidos-Palestina
Las relaciones Estados Unidos-Palestina son las relaciones diplomáticas entre Estados Unidos y Palestina. Estados Unidos no reconoce el Estado de Palestina y, por lo tanto, oficialmente no mantiene intercambios diplomáticos ni servicios consulares con Palestina.
Sin embargo, las relaciones entre el gobierno de los Estados Unidos y la Organización de Liberación de Palestina (OLP), como el representante reconocido por los Estados Unidos pueblo palestino, han existido desde la década de 1970 en adelante. La OLP estuvo representada en Washington por una Delegación general hasta octubre de 2018. El gobierno de los Estados Unidos no tiene ninguna oficina de representación oficial dentro de las áreas de [Autoridad Nacional Palestina], pero tiene una Unidad de Asuntos Palestinos dentro de la Embajada de los Estados Unidos en Jerusalén que maneja las relaciones con la Autoridad Palestina.

## Relaciones anteriores a 1988
En el momento en que se estableció la OLP en 1964, no recibió ninguna atención oficial del gobierno de los Estados Unidos. Sin embargo, una oficina de información no oficial de la OLP se estableció en Nueva York y fue dirigida por Sadat Hassan, quien se desempeñó como representante Permanente de Yemen ante las Naciones Unidas.
Los planes y consideraciones estadounidenses de un estado palestino en Cisjordania y la Franja de Gaza comenzaron en junio de 1967, inmediatamente después de la guerra de los Seis Días. Paralelamente a esta consideración, varios funcionarios de EE. UU. comenzaron a considerar la posibilidad de asociar a varios grupos palestinos en el proceso diplomático para llegar a un acuerdo. Sin embargo, no se dio ningún paso real en ese sentido ya que el Consejo de Seguridad Nacional de Henry Kissinger se opuso a tales movimientos.
Antes de la guerra de Yom Kipur en octubre de 1973, el gobierno de los Estados Unidos consideró a la OLP y Fatah bajo el liderazgo de Yasser Arafat como una organización terrorista, y como resultado no apoyó las aspiraciones palestinas en la ONU y el Departamento de Estado ordenó explícitamente a los diplomáticos de Estados Unidos en el Medio Oriente que nunca hicieran ningún contacto con Arafat o cualquier representante en su nombre. Sin embargo, a pesar de la opinión negativa de la OLP, los funcionarios del Departamento de Estado empezaron a considerar que el factor palestino era lo suficientemente crucial como para tenerlo en cuenta al negociar un acuerdo entre Israel y Jordania sobre la Ribera Occidental. En contraste con la visión diplomática negativa de la OLP, la comunidad de inteligencia no se abstuvo de los contactos clandestinos con esa entidad, y ya en octubre de 1970, un alto representante de Fatah transmitió el mensaje de la CIA sobre la disposición de Arafat para reconocer al Estado de Israel. intercambio por el apoyo de Estados Unidos a un estado palestino. Esta tendencia de contactos clandestinos produjo algunos resultados tangibles después de la guerra de Yom Kipur. El 3 de noviembre de 1973 se celebró una reunión secreta en Marruecos entre el director Adjunto de la CIA Vernon A. Walters y Khaled al-Hassan, número dos en la OLP en ese momento, y los dos discutieron el tema. Posibilidad de integrar a la OLP en el proceso de paz. Aunque no se llegó a un acuerdo tangible en esa reunión, condujo a la restricción de los ataques de Fatah a los objetivos de los Estados Unidos.
A partir de 1974, algunos círculos en el Departamento de Estado consideraron aceptar a la OLP como socio en el proceso de paz en Oriente Medio. En junio de 1974, el embajador de los Estados Unidos en Egipto, Herman Eilts, evaluó que el presidente de la OLP Yasser Arafat estaba buscando formas de integrar a la OLP en el proceso de paz. El presidente de los Estados Unidos Gerald Ford incluso aludió a esa posibilidad en su conferencia de prensa del 29 de octubre de 1974. En otra conferencia de prensa, el 14 de noviembre de 1974, Ford hizo una declaración sin compromiso sobre la posición de los Estados Unidos respecto de la OLP al decir:

Los israelíes han dicho que nunca negociarán con la OLP. No somos parte en ninguna negociación. Creo que tenemos que dejar que la decisión sobre quién va a negociar sea responsabilidad de las partes involucradas.

Sin embargo, debido al apoyo de los Estados Unidos al gobierno israelí, Washington acordó en 1975 exigir el reconocimiento explícito de la OLP del Estado de Israel como condición previa para cualquier negociación con sus representantes. Refiriéndose a esto, Ford dijo en una conferencia de prensa el 26 de noviembre de 1975:

los palestinos no reconocen al Estado de Israel. Y bajo esas circunstancias, es imposible reunir a los palestinos e israelíes para negociar. Entonces, a menos que haya algún cambio en su actitud, creo que se puede ver que existe un obstáculo muy serio.

Como la OLP no hizo tal reconocimiento explícito en ese momento, el gobierno de EE. UU. Se abstuvo de establecer relaciones oficiales y no se le permitió a la OLP mantener ninguna oficina en territorio estadounidense, excepto la Misión de la OLP ante las Naciones Unidas, que es inmune a EE. UU. ley.
Un cierto cambio de actitud tuvo lugar bajo el presidente Jimmy Carter. Carter fue el primer presidente de EE. UU. Que abogó por la creación de un estado palestino, lo que hizo en una reunión celebrada en Clinton, Massachusetts, el 16 de marzo de 1977:

Tiene que haber una patria para los refugiados palestinos que han sufrido durante muchos, muchos años.

Además de las posiciones pro palestinas de Carter, los líderes de la OLP intentaron llegar a un acuerdo con el gobierno de los Estados Unidos. En enero de 1978, Arafat entregó un mensaje secreto al presidente Carter, afirmando que se conformaría con un estado palestino en Cisjordania y la Franja de Gaza a cambio del apoyo de Estados Unidos a ese objetivo. TLa posición relativamente positiva de la administración sobre la OLP también permitió que esa organización estableciera el 1 de mayo de 1978 la  'Oficina de Información Palestina'  en Washington D. C. Sin embargo, no se logró ningún progreso real en el tema de Palestina bajo Carter, ya que estaba preocupado por alcanzar un  Israel-Egipto, y los contactos con la OLP fueron perjudiciales para ese acuerdo.
El presidente Ronald Reagan adoptó una postura más dura hacia la OLP. La plataforma del partido republicano aprobada en 1980 declaró que:

Los republicanos rechazan cualquier petición de participación de la OLP porque no está de acuerdo con los intereses a largo plazo de Israel o los árabes palestinos. La imputación de la legitimidad a las organizaciones que aún no están dispuestas a reconocer el derecho fundamental a la existencia del Estado de Israel es errónea. [- - -] Creemos que el establecimiento de un Estado palestino en Cisjordania sería desestabilizador y perjudicial para el proceso de paz.

El presidente Reagan se opuso continuamente al establecimiento de un estado palestino o a negociar con la OLP. En septiembre hizo una propuesta para una autonomía palestina bajo la supervisión de Jordania. Aunque el plan no requería la participación de la OLP, algunos círculos de la OLP vieron esto como una posible señal de que la administración Reagan podría considerar una adaptación con la OLP en una fecha posterior.
Se intentó cerrar la Oficina de Información de Palestina después de la aprobación de la Ley contra el terrorismo en diciembre de 1987. Esta ley proclamó a la OLP una organización terrorista y prohibió todas sus actividades excepto la divulgación de información. Reagan entonces declaró:

No tengo intención de establecer relaciones diplomáticas con la OLP.

El gobierno de los EE. UU. intentó cerrar la Oficina de Información de Palestina debido a que estaba involucrado en actividades terroristas, pero varios tribunales de los Estados Unidos se pronunciaron contra esta línea de acción, pero permitieron una supervisión más estricta de las actividades de la oficina.
Además, Reagan minimizó el brote de la Intifada, al verlo como una importación extranjera a los Territorios Palestinos en lugar de una expresión de la rebelión popular palestina.

## Relaciones, 1988–2012

### La administración de Ronald Reagan
Tras la Declaración de Independencia de Palestina en noviembre de 1988, la OLP reconoció oficialmente a Israel y se inició un diálogo abierto entre la OLP y el gobierno de los Estados Unidos.

### El George H.W. Administración Bush
El diálogo continuó durante los primeros meses del presidente George H. W. Bush. El diálogo entre los Estados Unidos y la OLP se suspendió en junio de 1990, luego de que la OLP se negara a condenar un intento de ataque en la costa israelí por el Frente de Liberación de Palestina. La administración Bush continuó teniendo puntos de vista negativos sobre la OLP que también siguió a la invasión iraquí de Kuwait y la guerra del Golfo de 1991, y cuando se le preguntó en una conferencia de prensa inmediatamente después de la guerra del Golfo sobre un posible diálogo con la OLP, Bush declaró:

Para mí, han perdido credibilidad. Han perdido credibilidad con esta oficina justo aquí. Y la razón que tienen es porque se comportaron muy mal con los de su propia fe fundamental.

Sin embargo, el gobierno de Bush realizó enormes esfuerzos a lo largo de 1991 para convocar una conferencia general de paz en Medio Oriente, que incluyó también el tema palestino. En una conferencia de prensa a principios de agosto, Bush declaró:

En el Medio Oriente, estamos cerca de convocar una conferencia en octubre que iniciará conversaciones directas entre Israel, los palestinos y los Estados árabes. Acojo con satisfacción la declaración del Primer Ministro Shamir de que él apoya nuestra propuesta, y pido a Israel y a los palestinos que eliminen los obstáculos restantes y aprovechen esta oportunidad verdaderamente histórica para la paz.

Los esfuerzos de Bush culminaron en la Conferencia de Paz de Madrid en octubre de 1991, que por primera vez aceptó una delegación oficial palestina, aunque sin la participación abierta de la OLP.

### La administración Clinton
La inauguración del presidente Bill Clinton alteró la actitud oficial de los Estados Unidos hacia la OLP. Él mismo apoyó la meta de un estado palestino, pero se abstuvo de expresar esto en público hasta los últimos meses de su administración.
El 10 de septiembre de 1993, la víspera de la firma del Acuerdo de Oslo entre el gobierno israelí y la OLP, el presidente Clinton anunció la reanudación del diálogo entre los EE. UU. Y la OLP, suspendido en 1990. La ceremonia de firma del Acuerdo de Oslo del 13 de septiembre de 1993 se llevó a cabo en Washington D. C. en presencia de Clinton, aunque las negociaciones para el acuerdo se llevaron a cabo bajo los auspicios del gobierno noruego. Después de esa ceremonia, Arafat se convirtió en un visitante habitual de la Casa Blanca, el primer líder palestino en recibir ese honor. El gobierno de los Estados Unidos también se involucró más en las conversaciones entre israelíes y palestinos e invitó a ambas partes a venir a Washington en ciertas ocasiones para impulsar el proceso de paz. De esta manera, el gobierno de Clinton negoció el acuerdo de alto el fuego israelí-palestino de octubre de 1996, y en octubre de 1998, Clinton negoció un acuerdo sobre la redistribución de Israel en Cisjordania.
La administración Clinton también ayudó materialmente a la formación de la Autoridad Palestina al organizar la primera conferencia de donantes con ese fin, celebrada en Washington D. C. el 1 de octubre de 1993. En octubre de 1993, el Congreso aprobó la Ley de Facilitación de la Paz de Oriente Medio de 1993, que autorizó al gobierno de los EE. UU. a supervisar el cumplimiento de la OLP con el derecho internacional.
Tras el Acuerdo de Oslo y el establecimiento de la Autoridad Nacional Palestina en 1994, la oficina de la OLP se actualizó y pasó a llamarse la Misión de la OLP a los Estados Unidos.
El gobierno de los Estados Unidos participó activamente en la prestación de asistencia técnica para la construcción de las instituciones de la Autoridad Palestina. El 30 de marzo de 1994, el presidente Bill Clinton ordenó la asignación de $ 4,000,000 para la construcción de la policía palestina, y el 16 de marzo de 1995 ordenó que se asignaran $ 5.000.000 adicionales para el mismo propósito. En julio de 1995, el Congreso de los Estados Unidos aprobó la Ley de Facilitación de la Paz de Oriente Medio de 1995, que autorizó al Presidente a retirar fondos de la Autoridad Palestina en los casos en que consideraba que no cumplían con los compromisos contraídos con el gobierno israelí en virtud del Acuerdo de Oslo. En diciembre de 1998, el presidente Bill Clinton se convirtió en el primer presidente de los Estados Unidos en visitar la Autoridad Palestina.

### La administración de George W. Bush
Las actitudes de los Estados Unidos hacia la Autoridad Palestina cambiaron luego de la toma de posesión del presidente George W. Bush. El presidente Bush se abstuvo de reunirse con Arafat y se abstuvo de referirse a él como "presidente Arafat", como insistieron los funcionarios palestinos, pero solo como "presidente Arafat". Durante el primer año de su administración, Bush mantuvo relaciones con la Autoridad Palestina solo a nivel técnico. Tras otra ronda de violencia en los territorios palestinos, en junio de 2002, Bush expresó su apoyo a un estado palestino tras un proceso de negociaciones. El 3 de junio de 2003, Bush se reunió por primera vez con el primer ministro palestino Mahmoud Abbas en una conferencia multilateral en Sharm el-Sheikh, un formato de reunión diseñado para evitar una reunión directa con Arafat, ahora vista por Bush y El liderazgo israelí. El 25 de julio de 2003, Abbas visitó la Casa Blanca por primera vez. En esa reunión, los dos líderes establecieron el  'Grupo de Desarrollo Económico Palestino' , un comité conjunto estadounidense-palestino de alto nivel para pasar por alto los lazos económicos.
Tras la muerte de Arafat en noviembre de 2004, el nuevo presidente palestino Abbas se convirtió en un visitante habitual de la Casa Blanca. Bush ahora se refirió a él en comunicaciones oficiales como "Presidente" en lugar de "Presidente", como se hizo con Arafat. Abbas visitó la Casa Blanca mientras recibía los honores de un jefe de Estado en seis ocasiones diferentes: 

- 26 de mayo de 2005. 

- 20 de octubre de 2005. 

- 26 de noviembre de 2007. 

- 24 de abril de 2008. 

- 25 de septiembre de 2008. 

- 19 de diciembre de 2008. 

Durante la visita del 26 de mayo de 2005, Bush expresó su apoyo a los parámetros del estado palestino:

Cualquier acuerdo de estado final debe ser alcanzado entre las dos partes, y los cambios a las Lineas de Armisticio de 1949 deben acordarse mutuamente. Una solución viable de dos estados debe garantizar la continuidad en Cisjordania, y un estado de territorios dispersos no funcionará. También debe haber vínculos significativos entre Cisjordania y Gaza. Esta es la posición de los Estados Unidos hoy; será la posición de los Estados Unidos en el momento de las negociaciones sobre el estado final.

En relación con la estructura interna de la Autoridad Palestina, Bush apoyó la demanda israelí de celebrar nuevas elecciones presidenciales en enero de 2005 y elecciones parlamentarias en enero de 2006. En enero de 2008, el presidente George W. Bush visitó la Autoridad Palestina.

### La administración de Obama

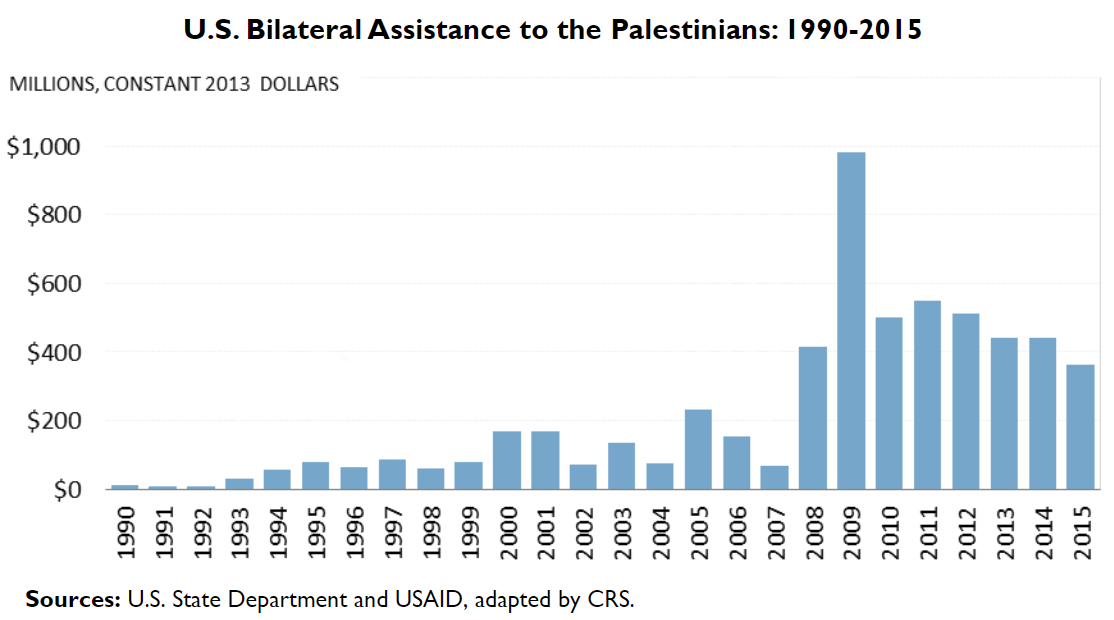
Ayuda de los Estados Unidos a la Autoridad Palestina

Las relaciones mejoraron después de la inauguración del presidente Barack Obama. Desde el inicio de su administración, Obama prometió su apoyo al establecimiento de un estado palestino. Abbas visitó la Casa Blanca el 28 de mayo de 2009, el 9 de junio y el 1 de septiembre de 2010 y el 17 de marzo de 2014.
En julio de 2010, la misión palestina se actualizó y pasó a llamarse Delegación General de la OLP en los Estados Unidos.
En diciembre de 2010, el gobierno de los Estados Unidos y la Autoridad Palestina lanzaron un proyecto conjunto para el desarrollo de capacidades en tecnologías de la información.
Durante el año fiscal 2011, el gobierno de EE. UU. Otorgó a la Autoridad Palestina $ 200 millones en apoyo directo al presupuesto.

#### Tensión en la relación U.S.-Palestina
A lo largo de 2011, las relaciones empeoraron cuando una iniciativa palestina buscó la membresía de la ONU para la Autoridad Palestina, y el gobierno de los Estados Unidos respaldó la oposición de Israel a la membresía de la Autoridad Palestina y el regreso a las negociaciones.
Associated Press informó que en octubre de 2011, un grupo de unos 30 manifestantes palestinos "abordó a una delegación diplomática estadounidense que visitaba Cisjordania", en respuesta a la posible terminación de la ayuda estadounidense a la Autoridad Palestina.
En noviembre de 2012, en vísperas de la votación de la Asamblea General de la ONU sobre el estado palestino, la Autoridad Palestina envió un mensaje de apaciguamiento al Congreso de los Estados Unidos, afirmando que la medida no era contradictoria con el derecho internacional. En la votación de la Asamblea General de la ONU sobre la admisión de Palestina como estado observador, los Estados Unidos votaron en contra de la resolución.

## Tras la resolución del estado palestino, 2012 – presente

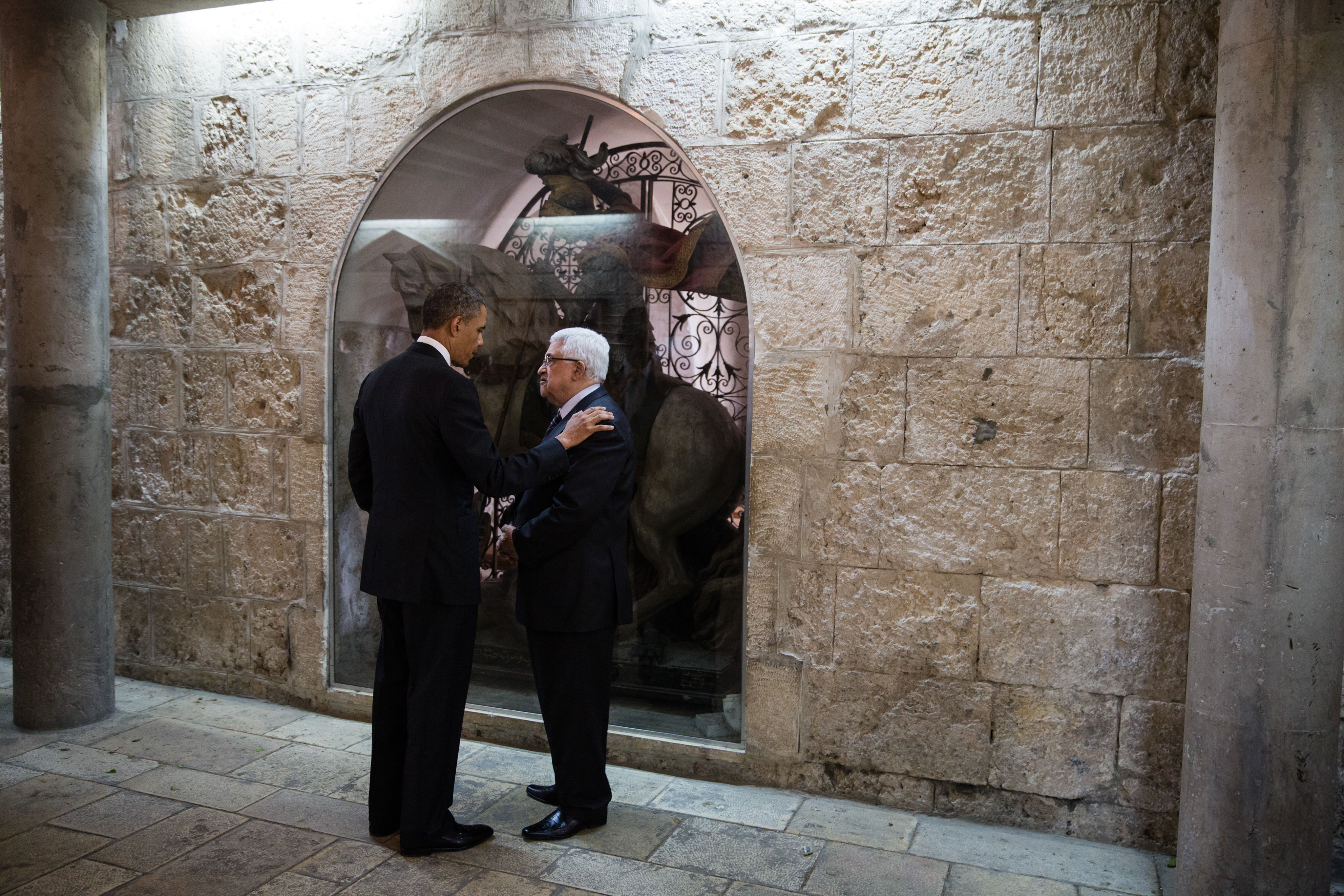
Obama y Abbas en Cisjordania en 2013

### La administración de Obama
Tras el pasaje del 29 de noviembre de 2012 de la resolución de la Asamblea General de la ONU que reconoce a Palestina como un estado observador no miembro, algunos senadores de Estados Unidos solicitaron el cierre de la delegación de la OLP en los Estados Unidos de América. El Jefe de la Delegación, Maen Areikat, publicó una carta abierta que indica que el cierre de la Delegación solo empeorará la posición de los Estados Unidos en el Medio Oriente. En marzo de 2013, Obama visitó la Autoridad Palestina por primera vez como presidente. Además, el vicepresidente Biden ha visitado la Autoridad Palestina dos veces.

### La administración de Trump

Grafiti que representa al presidente Donald Trump en la barrera israelí de Cisjordania en Bethlehen

La administración Trump comenzó con una postura general de apoyo a las posiciones israelíes. El 3 de mayo de 2017, el presidente palestino Abbas visitó la Casa Blanca por primera vez durante el gobierno de Trump. El 23 de mayo, Trump visitó la Autoridad Palestina por primera vez.
El 6 de diciembre de 2017, el presidente Trump anunció el reconocimiento por parte de los Estados Unidos de Jerusalén como la capital de Israel. El movimiento de Trump fue elogiado por Benjamin Netanyahu quien declaró que es un "hito histórico". Según Mahmoud Abbas, la decisión de Trump indica el retiro de los Estados Unidos de su papel de mediación. La decisión de Trump fue condenada por los aliados tradicionales de Estados Unidos, como Arabia Saudita, Francia y el Reino Unido.
El 10 de septiembre de 2018, el presidente de los Estados Unidos, Donald Trump, ordenó el cierre de la oficina diplomática palestina en Washington D. C., citando la falta de progreso de la OLP en el proceso de paz. El asesor de seguridad nacional de los Estados Unidos  John Bolton defendió la decisión. El embajador de la OLP, el Dr. Husam Zomlot, condenó la decisión de la Administración Trump de cerrar la misión a Palestina. La misión se cerró el 11 de octubre de 2018.
El 18 de octubre de 2018, Secretario de Estado de los Estados Unidos Mike Pompeo anunció que el Consulado General de los Estados Unidos, Jerusalén  se fusionaría en la Embajada de los Estados Unidos. Pompeo anunció que los EE. UU. seguirían manteniendo relaciones con los palestinos a través de una Unidad especial de Asuntos Palestinos dentro de la Embajada. Este anuncio fue criticado por funcionarios palestinos, incluido el jefe negociador de la Autoridad Palestina Saeb Erekat, como un respaldo al reclamo israelí de Jerusalén y "el Gran Israel".
El 4 de marzo de 2019, el Consulado General dejó de funcionar como una misión independiente y se renovó como la Embajada de los Estados Unidos de la Unidad de Asuntos Palestinos de Jerusalén, que informará a la Embajada. En respuesta, Saeb Erekat, el secretario general del Comité Ejecutivo de la OLP hizo un llamado a la comunidad internacional para que boicotee a la nueva Unidad de Asuntos Palestinos, considerándola como una "rebaja" y "ataque" al proceso de paz. Otro funcionario palestino Hanan Ashrawi afirmó que la fusión del Consulado General en la Embajada representaba un asalto a los derechos e identidad de los palestinos.

## Jefes de misión de la OLP
La oficina de la OLP en Washington D. C. estaba dirigida por lo siguiente:
- Hatem Hussieni (1978–1982)
- Hassan Abdel Rahman (1982–1991)
- Anees Barghouti (1991–1993)
- Hassan Abdel Rahman (2ª vez, 1993–2005)
- Afif Safieh 2005–2008
- Nabil Abu Zneid (Charge D'Affaires, 2008–2009)
- Maen Rashid Areikat (2009–2017)
- Husam Zomlot (2017–2018)[67]